# Бистрица (Баня-Лука)
Бистрица (серб. Бистрица / Bistrica) — село в общине Баня-Лука Республики Сербской Боснии и Герцеговины. Население составляет 1429 человек по переписи 2013 года.

## Достопримечательности
В селе находится начальная школа имени Мирослава Антича (название с 1992 года). Была основана в 1932 году под именем начальной школы Королевы Марии. В 2014/2015 учебном году в школе учились 235 детей.

## Известные уроженцы
- Витомир Попович, юрист, бывший судья Конституционного суда Боснии и Герцеговины

## Галерея

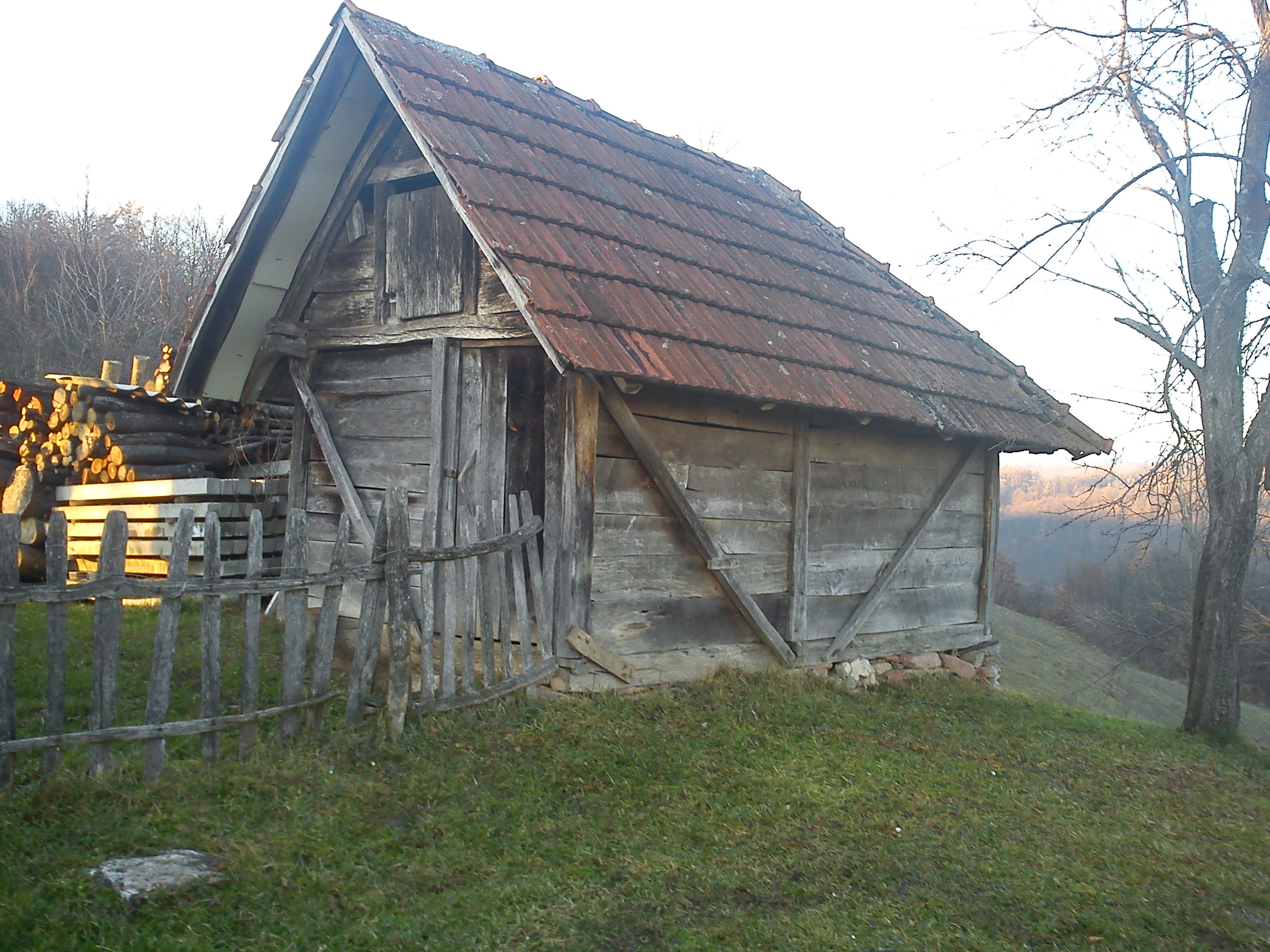
Дом в селе
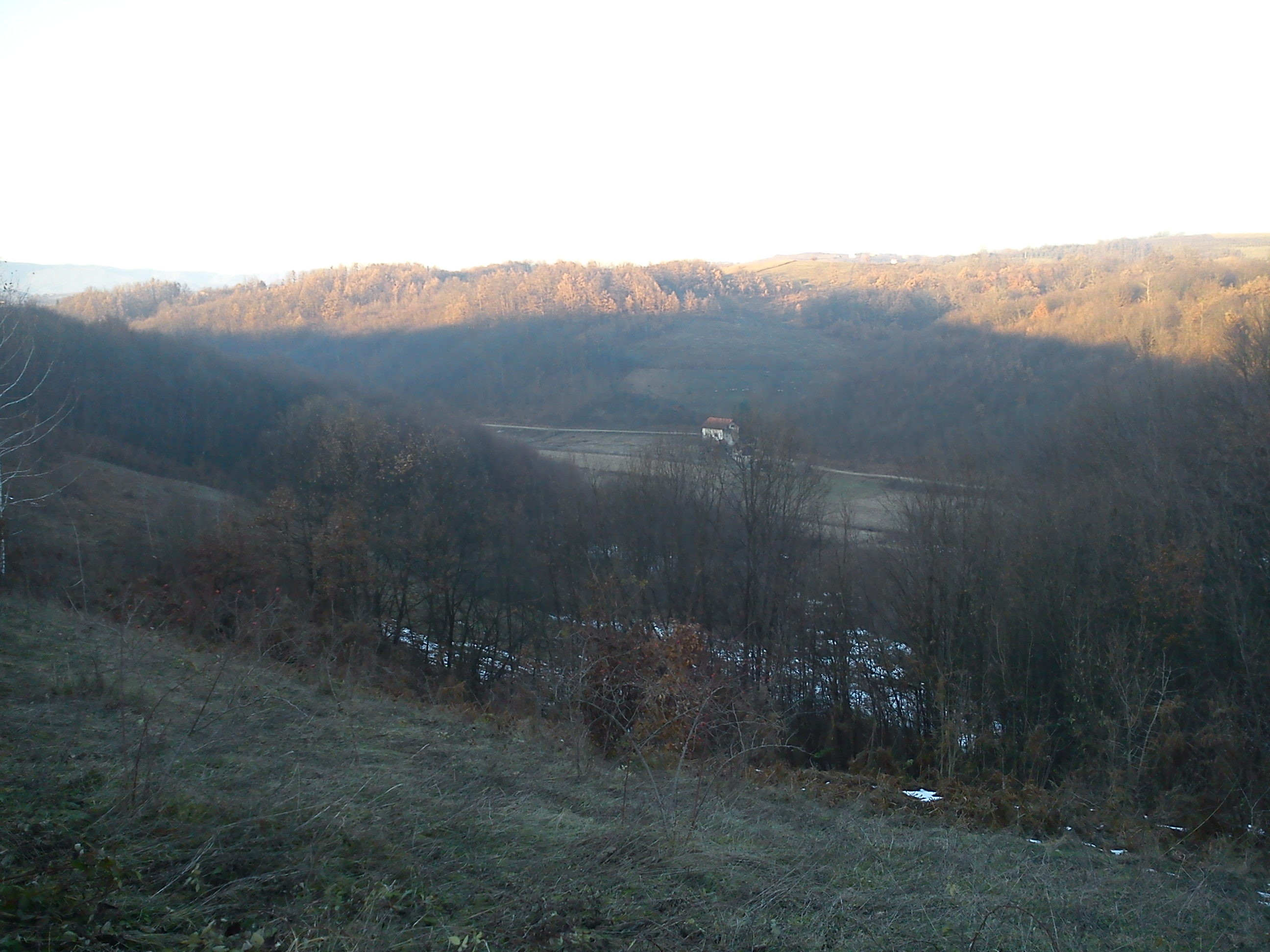
Вид на село
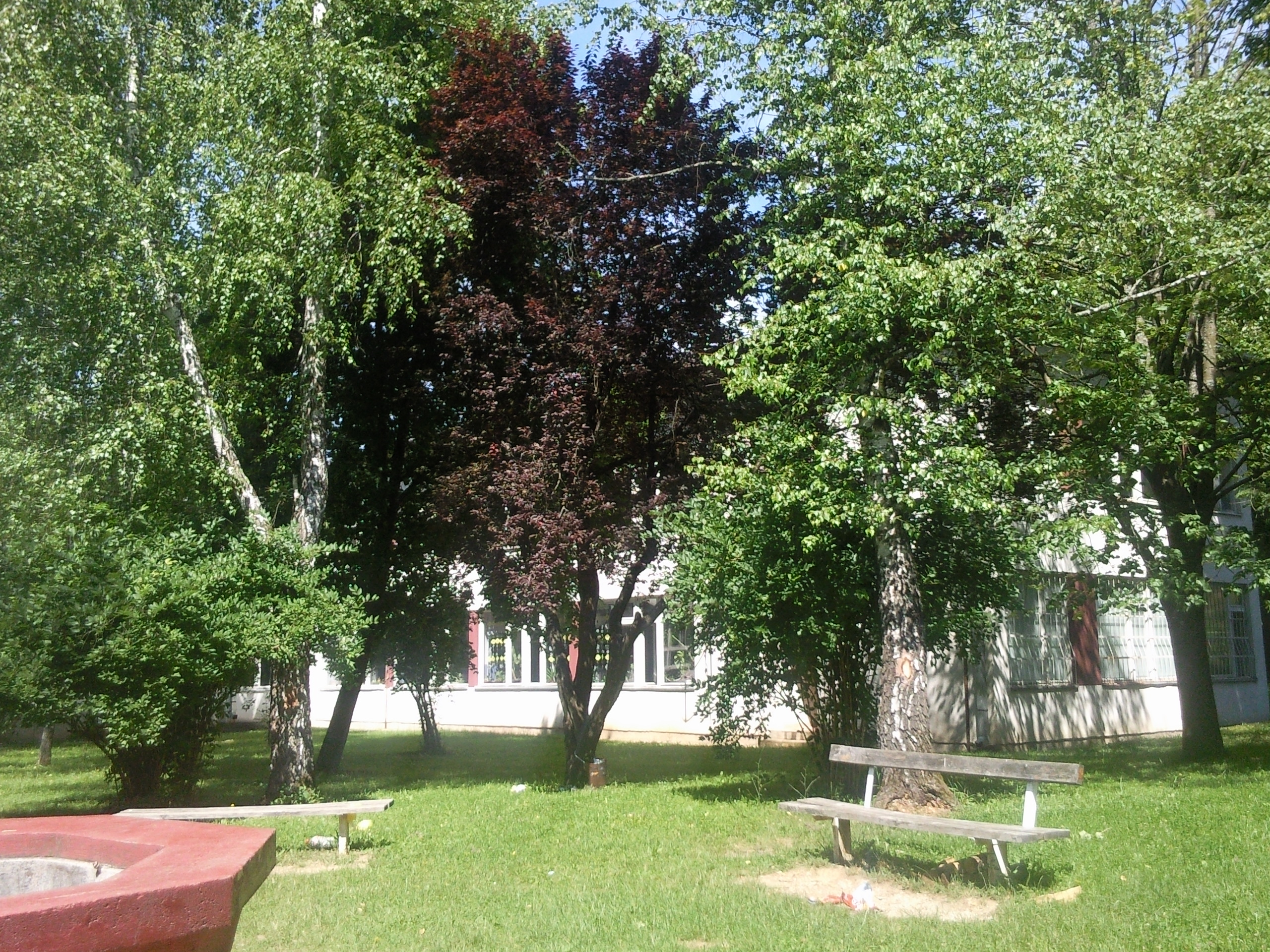
Здание школы